# Dapkiszki
Dapkiszki – litewska wieś w okręgu tauroskim, w rejonie tauroskim, oddalona o 4 kilometry od miasta Taurogi. 
W 2001 roku liczba ludności wyniosła 432.